# Barnens Regnskog
Barnens Regnskog (rừng nhiệt đới của trẻ em) là một tổ chức phi lợi nhuận của Thụy Điển được thành lập vào năm 1987, dành riêng cho việc huy động vốn để bảo tồn rừng nhiệt đới. Tổ chức từ thiện này hỗ trợ các dự án bảo tồn tại Thái Lan, Guatemala, Belize, Costa Rica và Ecuador và đã góp phần giữ gìn 450 km² rừng nhiệt đới. Hoạt động gây quỹ đã được thực hiện ở Thụy Điển cũng như Đức và Hoa Kỳ.

## Lịch sử
Việc thành lập Barnens Regnskog được lấy cảm hứng từ việc gọi vốn cộng đồng của cậu học sinh tiểu học 9 tuổi là Roland Tiensuu và vợ chồng cô giáo của cậu là EHA Kern và Bernd Kern. Năm 1987, EHA Kern, trong khi giảng dạy tại Trường Fagerviks ở Sorunda (Nynäshamn), đã mời một nhà sinh vật học Mỹ để giảng dạy và nói chuyện với lớp học về khu bảo tồn Monteverde ở Costa Rica. Bài giảng đã đưa ra quang cảnh bị hủy diệt của rừng mưa nhiệt đới và đã để lại ấn tượng sâu sắc trong những đứa trẻ. Roland Tiensuu gợi ý rằng cậu và các bạn cùng lớp của mình nên gây quỹ cho chương trình mua đất của việc bảo tồn thiên nhiên Monteverde. Họ bắt đầu với việc bán bánh, giúp chương trình có đủ tiền để mua thêm bốn ha rừng nhiệt đới cho khu bảo tồn. Số tiền tiếp tục tăng lên bởi các trẻ em khác thông qua việc bán thẻ, tranh và thủ công mỹ nghệ. Ngay sau đó, hàng ngàn nhóm rừng nhiệt đới đã hình thành trong các trường học và nhà thờ trong khắp Thụy Điển và được sáp nhập với nhau thành tổ chức Barnens Regnskog.
Khu bảo tồn rừng nhiệt đới đầu tiên của Barnens Regnskog được thành lập vào năm 1989 tại Khu bảo tồn thiên nhiên Monteverde. Phần của tổ chức Barnens Regnskog trong khu này hiện nay rộng tới 300 km².

## Giải thưởng
- Năm 1990, giải Âret Runt và giải thưởng sáng tạo xã hội của Svenska Dagbladet
- Năm 1991, giải Môi trường Goldman